# Limite de uma função
| x    | {\displaystyle {\frac {\sin x}{x}}} |
| ---- | ----------------------------------- |
| 1    | 0.841471                            |
| 0.1  | 0.998334                            |
| 0.01 | 0.999983                            |

Embora a função (sin x)/x não seja definida em zero, quando x torna-se mais e mais próximo a zero, (sin x)/x torna-se arbitrariamente próximo a 1. Dizemos que "o limite de (sin x)/x quando x aproxima-se de zero iguala-se a 1."
Em matemática, o limite de uma função é um conceito fundamental em cálculo e análise sobre o comportamento desta função quando próxima a um valor particular de sua variável independente. Informalmente, diz-se que {\textstyle L} é o limite da função {\textstyle f(x)} quando {\textstyle x} tende a {\textstyle p}, escreve-se
{\displaystyle \lim _{x\to p}f(x)=L,}
quando {\textstyle f(x)} está arbitrariamente próximo de  {\textstyle L} para todo {\textstyle x} suficientemente próximo de {\textstyle p}. O conceito de limite pode ser estendido para funções de varias variáveis. Definições formais, primeiramente concebidas no início do século XIX, são dadas abaixo.

## História
Embora implícito no desenvolvimento do cálculo nos séculos XVII e XVIII, a moderna noção de limite de uma função remonta a Bolzano quem, em 1817, introduziu o básico da técnica epsilon-delta para definir funções contínuas. Entretanto, este trabalho não foi conhecido durante sua vida. Cauchy discutiu limites em sua obra Cours d'analyse (1821) e forneceu essencialmente a moderna definição, mas isto não é frequentemente reconhecido porque ele somente apresenta uma definição verbal. Weierstrass introduziu a definição delta-epsilon de limite na forma que ela é usualmente escrita hoje. Também introduziu as notações lim e limx→x0. A moderna notação da localização da seta abaixo do símbolo de limite é devido a Godfrey Harold Hardy em seu livro A Course of Pure Mathematics em 1908.

## Similaridades
Imagine uma pessoa caminhando sobre um terreno representado pelo gráfico de y = f(x). Sua posição horizontal é medida pelo valor de x, bem como a posição dada por um mapa do território ou sistema de posicionamento global. Sua altitude é dada pela coordenada y. Está deslocando-se na direção na posição horizontal dada por x = p. Como ela faz isso, percebe que se aproxima da altitude L. Se mais tarde, pedir-se para adivinhar-se a altitude sobre x = p, se responderia L, mesmo se jamais tenha se chegado a essa posição.
Qual é, então, o significado de dizer-se que sua altitude se aproxima de L? Isto significa que sua altitude aproxima-se mais e mais de L exceto para um possível erro em precisão. Por exemplo, suponha que definir uma meta de precisão para o nosso viajante: ela deve começar dentro de dez metros de L. Ela relata que na verdade pode começar dentro de dez metros de L, desde que observa que, quando está dentro de cinquenta metros horizontais de L. Em seguida, mudamos nossa meta de precisão: ela pode começar dentro de um metro? Sim. Se ela está dentro de sete metros horizontais de p, então sua altitude permanece dentro de um metro da meta L. Em suma, diz-se que a altitude do viajante aproxima-se de L como sua posição horizontal aproxima-se de p significa que para cada meta de precisão em relação ao alvo, há algum proximidade p cuja altitude permanece dentro desse objetivo precisão.
A declaração inicial informal pode agora ser explicada:
O limite de uma função f(x) com x aproximando-se de p é um número L com a seguinte propriedade: dada qualquer distância de meta  de L, existe uma distância de p dentro dos valores de f(x) permanecendo dentro da distância alvo.
Esta declaração explícita é bastante próxima da definição formal de limite de uma função com valores em um espaço topológico.

## Definições
As seguintes definições (conhecidas como definições (ε, δ)) são as geralmente aceitas para o limite de uma função em vários contextos.

### Funções sobre a reta real
Suponha-se f : R → R definida sobre a reta real e p,L ∈ R então diz-se o limite de f de x tendendo a p é L e escreve-se
{\displaystyle \lim _{x\to p}f(x)=L}
se e somente se para cada ε > 0 real existe um real δ > 0 tal que 0 < | x - p | < δ implica | f(x) - L | < ε.  Note-se que o valor do limite não depende do valor de f(p).
Uma definição mais geral aplica-se para funções definidas em subconjuntos da reta real.  Fazendo-se (a,b) ser um intervalo aberto em R, e p um ponto de (a,b). Fazendo-se f ser uma função de valores reais definida em todo (a, b) exceto possivelmente em p. Então diz-se que o limite de f de x aproximando-se de p é L se e somente se, para qualquer real ε > 0 existe um real δ > 0 tal que 0 < | x - p | < δ e x ∈ (a,b) implica que | f(x) - L | < ε. Note-se que o limite não depende de f(p) ser bem definida.

#### Limites unilaterais

O limite como: x → x_{0}^{+} ≠ x → x_{0}^{-}. Portanto, o limite como x → x_{0} não existe.

Alternativamente x pode aproximar-se de p por cima (direita) ou por baixo (esquerda), caso no qual os limites podem ser escrito como
{\displaystyle \lim _{x\to p^{+}}f(x)=L}
ou
{\displaystyle \lim _{x\to p^{-}}f(x)=L}
respectivamente. Se ambos estes limites forem iguais a L então isto pode ser tratado como o limite de f(x) em p. Por outro lado, se não forem ambos iguais a L então o limite, como tal, não existe.
Uma definição formal é como segue. O limite de f(x) de x aproximando-se de p por cima é L se, para cada ε > 0, existe um δ > 0 tal que |f(x) - L| < ε sempre 0 < x - p < δ.  O limite de f(x) em x aproximando-se de p por baixo é L se, para cada ε > 0, existe um δ > 0 tal que |f(x) - L| < ε sempre 0 < p - x < δ.
Se o limite não existe existe uma oscilação não nula (zero).

### Funções em espaços métricos
Supondo-se que M e N sejam subconjuntos de espaços métricos A e B, respectivamente, e f : M → N é definido entre M e N, com x ∈ M, p um ponto limite de M e L ∈ N. Diz-se que o limite de f em x aproximando-se de p é L e escreve-se
{\displaystyle \lim _{x\to p}f(x)=L}
se e somente se para cada ε > 0 existe um δ > 0 tal que, dB(f(x), L) < ε sempre 0 < dA(x, p) < δ. Novamente, note-se que p necessita não estar no domínio de f, nem L necessita estar na abrangência de f.
Uma definição alternativa usando o conceito de vizinhança é a seguinte:
{\displaystyle \lim _{x\to p}f(x)=L}
se e somente se para cada vizinhança V de L em B existe uma vizinhança U de p em A, tal que f(U∩M - {p}) ⊆ V.

### Funções em espaços topológicos
Supondo-se que X,Y são espaços topológicos com Y um espaço de Hausdorff. Fazendo-se p ser um ponto limite de Ω⊆X, e L ∈Y. Para uma função f : Ω → Y, diz-se que o limite de f em x aproximando-se de p é L (i.e., f(x)→L com x→p) e escreve-se
{\displaystyle \lim _{x\to p}f(x)=L}
se e somente se para cada vizinhança aberta V de L, existe uma vizinhança aberta U de p tal que f(U∩Ω- {p}) ⊆ V. Esta última parte da definição pode também ser escrita "existe uma vizinhança descontínua aberta U de p tal que f(U∩Ω) ⊆ V ".
Note-se que o domínio de f não necessita conter p. Se contém, então o valor de f em p é irrelevante para a definição do limite. Em particular, se o domínio de f é X - {p} (para todo X), então o limite de f em x → p existe e é igual a L se e somente se para todos subconjuntos Ω de X com ponto limite p o limite da estrição de f a Ω existe e é igaul a L. algumas vezes este critério é usado para estabelecer a não existência do limite de ambos os lados de uma função em R por mostrar que os limites unilaterais ou deixar de existir ou não concordam. Essa visão é fundamental na área da topologia geral, onde limites e continuidade em um ponto são definidos em termos de famílias especiais de subconjuntos, chamados filtros, ou sequências generalizadas conhecidas como nets.
Alternativamente, o requerimento que Y seja um espaço de Hausdorff pode ser relaxado pela suposição que Y seja um espaço topológico geral, mas então o limite de uma função não será único. Em particular, não se pode mais falar o limite de uma função em um ponto, mas um limite ou o conjunto de limites em um ponto.
Uma função é contínua em um ponto limite p de e em seu domínio e e somente se f(p) é o (ou, no caso geral, um) limite de f(x) em x tendendo a p.

### Limites envolvendo infinito
Pode-se interpretar o limite de uma função {\displaystyle f(x)}quando {\displaystyle x}tende ao infinito como se quanto maior o valor de {\displaystyle x}mais {\displaystyle f(x)}se aproxima de um número {\displaystyle L}. Considerando um {\displaystyle \epsilon >0} e um {\displaystyle S>0} se {\displaystyle |f(x)-L|<\epsilon }para {\displaystyle x>S}, dizemos que {\displaystyle f(x)}tende a {\displaystyle L}quando {\displaystyle x}tende ao infinito, já que {\displaystyle x}pode ser arbitrariamente grande. Para {\displaystyle x} arbitrariamente pequeno temos {\displaystyle x<S}.

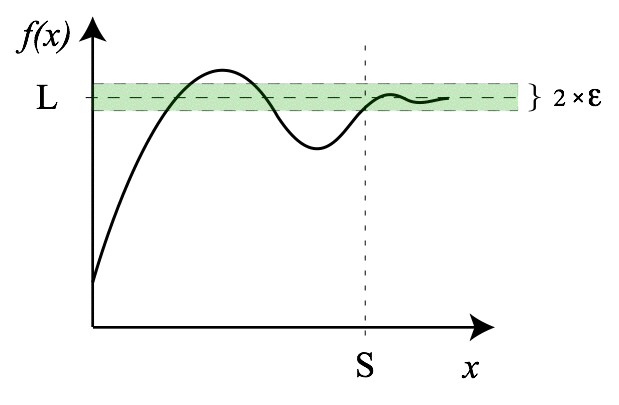
O limite desta função no infinito existe.

Se a reta dos números reais R é considerada, i.e., R ∪ {-∞, ∞}, então é possível definir limites de uma função no infinito.
Se {\displaystyle f(x)} é uma função real, então o limite de {\displaystyle f} em {\displaystyle x} aproximando-se do infinito é {\displaystyle L}, denotado
{\displaystyle \lim _{x\to \infty }f(x)=L,}
se e somente se para todo {\displaystyle \epsilon >0} existe S > 0 tal que {\displaystyle |f(x)-L|<\epsilon } sempre x > S.
Similarmente, o limite de {\displaystyle f} em {\displaystyle x} aproximando-se do infinito negativo é {\displaystyle L}, denotado
{\displaystyle \lim _{x\to -\infty }f(x)=L,}
se e somente se para todo {\displaystyle \epsilon >0} existe {\displaystyle S<0} tal que {\displaystyle |f(x)-L|<\epsilon } sempre {\displaystyle x<S}.
Por exemplo
{\displaystyle \lim _{x\to -\infty }e^{x}=0.}
Outro exemplo seria o limite
{\displaystyle f(x)={\frac {x+1}{x}}=\infty }
A função {\displaystyle f}pode ser escrita como
{\displaystyle 1-{\frac {1}{x}}}
Considerando um {\displaystyle \epsilon >0}:
{\displaystyle |1-{\frac {1}{x}}-1|<\epsilon }
{\displaystyle \left|{\frac {1}{x}}\right|<\epsilon }
{\displaystyle \left|x\right|>{\frac {1}{\epsilon }}}
O que prova o limite com {\displaystyle S={\frac {1}{\epsilon }}}.
Limites também podem ter valores infinitos, por exemplo o limite de {\displaystyle f} em {\displaystyle x} aproximando-se de {\displaystyle a} é infinito, denotado
{\displaystyle \lim _{x\to a}f(x)=\infty ,}
se e somente se para todo {\displaystyle S>0} existe {\displaystyle \delta >0} tal que
{\displaystyle f(x)>S} sempre {\displaystyle |x-a|<\delta }.
Estas ideias podem ser combinadas em um meio óbvio para produzir definições para diferentes combinações, tais como
{\displaystyle \lim _{x\to \infty }f(x)=\infty ,\lim _{x\to a^{+}}f(x)=-\infty .}
Por exemplo
{\displaystyle \lim _{x\to 0^{+}}\ln x=-\infty .}
Limites envolvendo infinito são conectados com o conceito de assímptotas.
Essas noções de um limite tentam fornecer uma interpretação espacial métrica para limites no infinito. Entretanto, note-se que estas noções de um limite são consistentes com a definição de espaço topológico de limite se
- uma vizinhança de -∞ é definida para conter um intervalo [-∞, c) onde c∈R
- uma vizinhança de ∞ é definida para conter um intervalo (c, ∞] onde c∈R
- uma vizinhança de a∈R é definido da forma habitual de espaço métrico R

Neste caso, R é um espaço topológico e qualquer função da forma f: X → Y com X, Y⊆ R é sujeito à definição topológica de um limite. Note-se que com esta definição topológica, é fácil de definir limites infinitos em pontos finitos, que não tenham sido definidos acima, no sentido métrico.

#### Notação alternativa
Muitos autores permitem que a reta real projetiva seja usada como um meio de inclui valores infinitos assim como a reta real estendida. Com esta notação, a reta real estendida é dada como R ∪ {-∞, +∞} e a reta real projetiva é R ∪ {∞} onde uma vizinhança de ∞ é o conjunto da forma {x: |x|>c}. Nesta notação, por exemplo,
{\displaystyle \lim _{x\to 0}{1 \over x}=\infty ,\lim _{x\to \infty }{1 \over x}=0.}

#### Avaliando limites no infinito para funções racionais

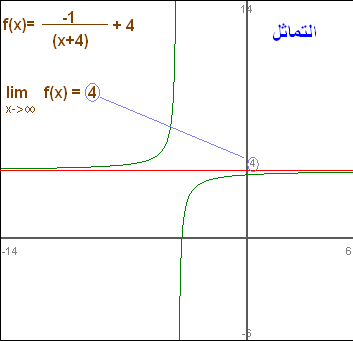
Assímptota horizontal sobre y= 4.

Existem, três regras básicas para a avaliação de limites no infinito para uma função racional {\displaystyle f(x)={\frac {p(x)}{q(x)}}}:
- Se o grau de {\displaystyle p} é maior que o grau de {\displaystyle q}, então o limite é infinito positivo ou negativo dependendo dos sinais dos coeficientes de maior grau de {\displaystyle p} e {\displaystyle q};
- Se o grau de {\displaystyle p} e {\displaystyle q} são iguais, o limite é o coeficiente de maior grau de {\displaystyle p} dividido pelo coeficiente de maior grau de {\displaystyle q};
- Se o grau de {\displaystyle p} é menor que o grau de {\displaystyle q}, o limite é 0.

Se o limite no infinito de uma função {\displaystyle y=f(x)} existe,  então a função tem uma assímptota horizontal y = L. Note que polinômios não possuem assímptotas horizontais, enquanto que elas podem ocorrer com funções racionais.

### Funções de valores complexos
O plano complexo com métrica {\displaystyle d(x,y):=|x-y|} é também espaço métrico. Existem dois tipos diferentes de limites quando sondideram-se funções de valores complexos.

#### Limite de uma função em um ponto
Se f é uma função de valores complexos, então
{\displaystyle \lim _{x\to p}f(x)=L}
se e somente se para todo ε > 0 existe um δ > 0 tal que para todos números reais x com {\displaystyle 0<|x-p|<\delta }, tem-se {\displaystyle |f(x)-L|<\epsilon }.
É somente um caso particular de funções sobre espaços métricos em que tanto M e N estão no palno complexo.

### Limite de uma função com mais de uma variável
Por notar-se que |x-p| representa uma distância, a definição de um limite pode ser estendida a funções de mais de uma variável. No caso de uma função f : R² → R,
{\displaystyle \lim _{(x,y)\to (p,q)}f(x,y)=L}
se e somente se
para cada ε > 0 existe um δ > 0 tal que para todo (x,y) com 0 < ||(x,y)-(p,q)|| < δ, tem-se |f(x,y)-L| < ε
onde ||(x,y)-(p,q)|| representa a distância euclidiana.
Em linguagem simbólica:
{\displaystyle \lim _{(x,y)\to (p,q)}f(x,y)=L\Leftrightarrow \forall \epsilon >0,\exists \delta >0:\left((x,y)\in D\;\wedge 0<\|(x,y)-(p,q)\|<\delta \right)\Longrightarrow |f(x,y)-L|<\epsilon }
A condição 0 < ||(x,y)-(p,q)|| obriga (x,y) a ser diferente de (p,q).
Isto pode ser estendido a qualquer número de variáveis.

### Limites sequenciais
Fazendo-se f : X → Y ser uma função de um espaço topológico X em um espaço de Hausdorff Y, p∈X e L∈Y.
O limite sequencial de f de x→p é L se e somente se, para cada sequência (xn) em X a qual converge a p, a sequência f(xn) converge a L.
Se L é o limite (no sentido acima) de f de x aproximando-se de p, então é um limite seqüencial, igualmente, no entanto, o inverso não precisa ser verdadeiro em geral. Se em adição Y é metrizável, então L é o limite sequencial de f de x aproximando-se de p se e somente se é o limite (no sentido acima) de f de x aproximando-se de p.

## Exemplo
Tomando-se a função {\displaystyle f(x)={\frac {1}{2^{x}}}} onde x é um inteiro não negativo. Quando x é sistematicamente substituído por valores consecutivos ao longo da reta natural, tem-se um padrão emergindo:
{\displaystyle f(0)={\frac {1}{2^{0}}}={\frac {1}{1}}=1}
{\displaystyle f(1)={\frac {1}{2^{1}}}={\frac {1}{2}}}
{\displaystyle f(2)={\frac {1}{2^{2}}}={\frac {1}{4}}}
{\displaystyle f(3)={\frac {1}{2^{3}}}={\frac {1}{8}}}
{\displaystyle f(4)={\frac {1}{2^{4}}}={\frac {1}{16}}\cdot }
Quando x é substituído por um valor significativamente grande, vê-se que ƒ(x) ≈ 0, como o valor fracional da função tornar-se extremamente pequeno:
{\displaystyle f(20)={\frac {1}{2^{20}}}={\frac {1}{1,048,576}}\approx 0}
{\displaystyle f(50)={\frac {1}{2^{50}}}\approx 0.}
Como x torna-se maior, ƒ(x) aproxima-se 0. Este é denotado:  {\displaystyle \lim _{x\to \infty }f(x)=0.}

## Propriedades
Se os conjuntos A, B, … forma uma partição finita do domínio de uma função, {\displaystyle x\in {\overline {A}}\land x\in {\overline {B}}}, … e o limite relativa para cada um destes conjuntos existe e é igual a, diz-se, L, então o limite existe para o ponto x e é igual a L.
Em particular, se f produz valores reais, então o limite de f em p é L se e somente se tanto no limite do lado esquerdo quanto do lado direito de f e p existem e são iguais a L.
A função f é contínua em p se e somente se o limite de f(x) de x aproximando-se de p existe e é igual a f(p).
Se f : M → N é uma função entre espaços métricos M e N, então é equivalente que f transforma-se cada sequência em M a qual converge para p em uma sequência em N que converge para f(p).
Se N é um espaço vetorial normado, então a operação limite é linear no seguinte sentido: se o limte de f(x) de x aproximando-se de p é L e o limite de g(x) de x aproximando-se de p é P, então o limite de f(x) + g(x) de x aproximando-se de p é L + P. Se a é um escalar do corpo base, então o limite de af(x) de x aproximando-se de p é aL.
Se f é uma função que resulta valores reais (ou complexos), então tomando-se o limite é compatível com operações algébricas, provê os limites sobre os lados direitos das equações abaixo existem (a última identidad sustenta-se se o denominador é não nulo). Este fato é frequentemente chamado teorema do limite algébrico.
{\displaystyle {\begin{matrix}\lim \limits _{x\to p}&(f(x)+g(x))&=&\lim \limits _{x\to p}f(x)+\lim \limits _{x\to p}g(x)\\\lim \limits _{x\to p}&(f(x)-g(x))&=&\lim \limits _{x\to p}f(x)-\lim \limits _{x\to p}g(x)\\\lim \limits _{x\to p}&(f(x)\cdot g(x))&=&\lim \limits _{x\to p}f(x)\cdot \lim \limits _{x\to p}g(x)\\\lim \limits _{x\to p}&(f(x)/g(x))&=&{\lim \limits _{x\to p}f(x)/\lim \limits _{x\to p}g(x)}\end{matrix}}}
Em cada caso acima, quando os limites à direita não existem, ou, no último caso, quando os limites tanto no numerador e denominador são zero, a vizinhança do limite à esquerda, chamada uma forma indeterminada, ainda podem existir—isto depende das funções f e g. Estas regras são também válidas para limites unilaterais, para o caso p = ±∞, e também para limites infinitos usando-se as regras
- q + ∞ = ∞ para q ≠ −∞
- q × ∞ = ∞ se q > 0
- q × ∞ = −∞ se q < 0
- q / ∞ = 0 se q ≠ ± ∞

(ver linha dos números reais estendida).
Note-se que não existe regra geral para o caso q / 0; tudo depende da forma como 0 é aproximado. Formas indeterminadas—por exemplo, 0/0, 0×∞, ∞−∞, e ∞/∞—não são também cobertos por estas regras, mas os limites correspondentes podem frequentemente ser determinados com a regra de l'Hôpital ou o teorema do confronto.

## Identidades úteis
As seguintes regras são válidas se os limite do lado direito existem e são finitos.
- {\displaystyle \lim _{n\to c}S\cdot f(n)=S\cdot \lim _{n\to c}f(n)}, onde S é um multiplicador escalar.
- {\displaystyle \lim _{n\to c}b^{f(n)}=\displaystyle b^{\lim _{n\to c}f(n)}}, onde b é um número real positivo.

- Lei da soma: o limite de uma soma é a soma dos limites[7]:   {\displaystyle \lim _{n\to c}(f(n)+g(n))=\lim _{n\to c}f(n)+\lim _{n\to c}g(n)}

- Lei da diferença: o limite de uma diferença é a diferença dos seus limites[7]:   {\displaystyle \lim _{n\to c}(f(n)-g(n))=\lim _{n\to c}f(n)-\lim _{n\to c}g(n)}

- Lei do produto: o limite de um produto é o produto dos limites [7]: {\displaystyle \lim _{n\to c}(f(n)\cdot g(n))=\lim _{n\to c}f(n)\cdot \lim _{n\to c}g(n)}
  - Donde se deduz também que {\displaystyle \lim _{n\to c}f(n)^{n}=} {\displaystyle [\lim _{n\to c}f(n)]^{n}}

- Lei do quociente: o limite de um quociente é o quociente dos limites, desde que o limite do denominador não seja zero [7]: {\displaystyle \lim _{n\to c}{\frac {f(n)}{g(n)}}={\frac {\lim _{n\to c}f(n)}{\lim _{n\to c}g(n)}}}, se o lado direito faz sentido; i.e., os dois limites do lado direito existem, e {\displaystyle \lim _{n\to c}g(n)\neq 0}.

Estas regras podem falhar se qualquer dos limites do lado direito são indefinidos ou infinitos.
Por exemplo, {\displaystyle \lim _{n\to \infty }[(3n+2)+(2-3n)]=4} mas
{\displaystyle \lim _{n\to \infty }(3n+2)+\lim _{n\to \infty }(2-3n)} é indefinido.

### Limites Trigonométricos Fundamentais
- {\displaystyle \lim _{x\to 0}{\frac {\sin x}{x}}=1}
- {\displaystyle \lim _{x\to 0}{\frac {1-\cos x}{x}}=0}

O primeiro limite pode ser demonstrado com o teorema do confronto. Para 0 < x < π/2:
{\displaystyle \sin x<x<\tan x.}
Dividindo cada um por sin(x) resulta
{\displaystyle 1<{\frac {x}{\sin x}}<{\frac {\tan x}{\sin x}}}
{\displaystyle 1<{\frac {x}{\sin x}}<{\frac {1}{\cos x}}}
{\displaystyle \lim _{x\to 0}{\frac {1}{\cos x}}={\frac {1}{1}}=1}
{\displaystyle \lim _{x\to 0}{\frac {x}{\sin x}}=1}
{\displaystyle \lim _{x\to 0}{\frac {\sin x}{x}}=1}

### Regra de l'Hôpital (Regra de Cauchy)
Esta regra usa derivadas e tem um uso condicional. (Pode somente ser usada diretamente em limites que "igualam" 0/0 ou ±∞/±∞.
Outras formas indeterminadas requerem alguma manipulação algébrica usualmente envolvendo estabelecer o limite igual a y, tomando o logaritmo natural de ambos os lados, e então aplicando a regra de l'Hôpital.). A grande utilidade da Regra de Cauchy decorre do facto de se conseguir transformar qualquer indeterminação numa indeterminação 0/0 ou ±∞/±∞, possibilitando, depois, a sua aplicação.
- {\displaystyle \lim _{n\to c}{\frac {f(n)}{g(n)}}=\lim _{n\to c}{\frac {f'(n)}{g'(n)}}}

Por exemplo:
{\displaystyle \lim _{n\to 0}{\frac {\sin(2n)}{\sin(3n)}}=\lim _{n\to 0}{\frac {2\cos(2n)}{3\cos(3n)}}={\frac {2\cdot 1}{3\cdot 1}}={\frac {2}{3}}.}

### Somatórios e integrais
Um meio rápido de escrever o limite {\displaystyle \lim _{n\to \infty }\sum _{i=s}^{n}f(i)}
é {\displaystyle \sum _{i=s}^{\infty }f(i)}.
Um meio rápido de escrever o limite {\displaystyle \lim _{n\to \infty }\int _{a}^{n}f(x)\;dx}
é {\displaystyle \int _{a}^{\infty }f(x)\;dx}.
Um meio rápido de escrever o limite {\displaystyle \lim _{n\to -\infty }\int _{n}^{b}f(x)\;dx}
é {\displaystyle \int _{-\infty }^{b}f(x)\;dx}.